# Бейли, Элвионн
Элвионн Бейли (англ. Elvyonn Bailey; род. 28 сентября 1991, Риверсайд, Калифорния, США) — американский легкоатлет, специализирующийся в беге на 400 метров. Чемпион мира в помещении 2016 года в эстафете 4×400 метров.

## Биография
В детстве выступал за школу в соревнованиях по лёгкой атлетике и американскому футболу (на позиции раннинбека). С 2012 года начал учиться в университете Западного Кентукки, став одним из лидеров студенческой команды в беге на 400 метров. В 2014 году установил личный рекорд — 45,52.
После третьего место на зимнем чемпионате США в 2016 году впервые в карьере был включён в состав национальной сборной. На чемпионате мира в помещении бежал в предварительном забеге эстафеты 4×400 метров. Американцы без проблем вышли в финал, который выиграли, но уже без Бейли в составе.

## Основные результаты
| Год  | Турнир                     | Место проведения | Дисциплина       | Место      | Результат |
| ---- | -------------------------- | ---------------- | ---------------- | ---------- | --------- |
| 2016 | Чемпионат мира в помещении | Портленд, США    | эстафета 4×400 м | 1-е (заб.) | 3.05,41   |